# Windmolens in Spanje
Dit is een overzicht van windmolens in Spanje die aanwezig zijn in verschillende streken.

## Cuéllar

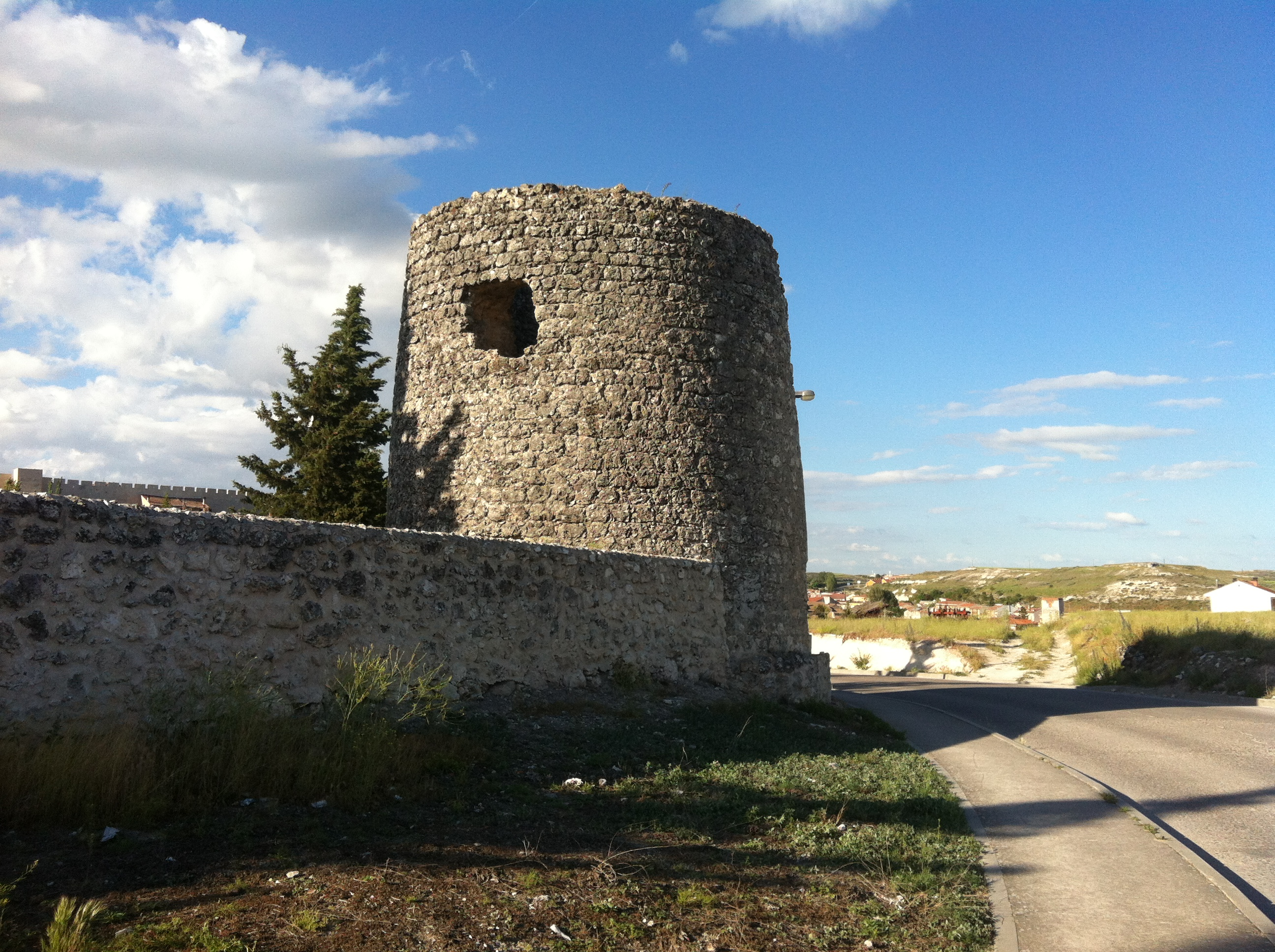
El Cubo

De oudste nog bestaande windmolen van Spanje bevindt zich in Cuéllar in de provincie Segovia in de regio Castilië en León. De datum waarop de molen, El Cubo genaamd, gebouwd werd is niet gekend, maar hij komt in 1496 voor het eerst in een geschrift voor. In dat jaar werd het gebouw verkocht aan Francisco I Fernández de la Cueva y Mendoza, tweede Hertog van Alburquerque. Het gebouw werd geïntegreerd in een stenen muur die de boomgaard van het kasteel afbakende. De opvolgers van de hertog gebruikte het gebouw als molen tot de 18de eeuw. Vanaf 1938 tot en met [966 diende het kasteel als een gevangenis en de molen als een wachttoren. De typische kenmerken van het gebouw zijn het metselwerk en het feit dat, in tegenstelling tot de meeste molens, de molen maar een toegangsdeur heeft in plaats van twee.

## Campo de Criptana
De Campo de Criptana bevindt zich in de provincie Ciudad Real in de regio Castilië-La Mancha. Om het graan te malen werden steeds watermolens gebruikt. Dit werd rond de 16de eeuw problematisch, aangezien het binnenland van het Iberische schiereiland getroffen werd door een droogte, die leidde tot een zoektocht naar nieuwe energiebronnen. Daarom werd naar windmolens overgestapt. De molens zijn een groep van tien windmolens, die verspreid staan over de helling en de top van een heuvel. De drie oudste windmolens dateren uit de 16e eeuw. De molens zijn cilindrisch van vorm.

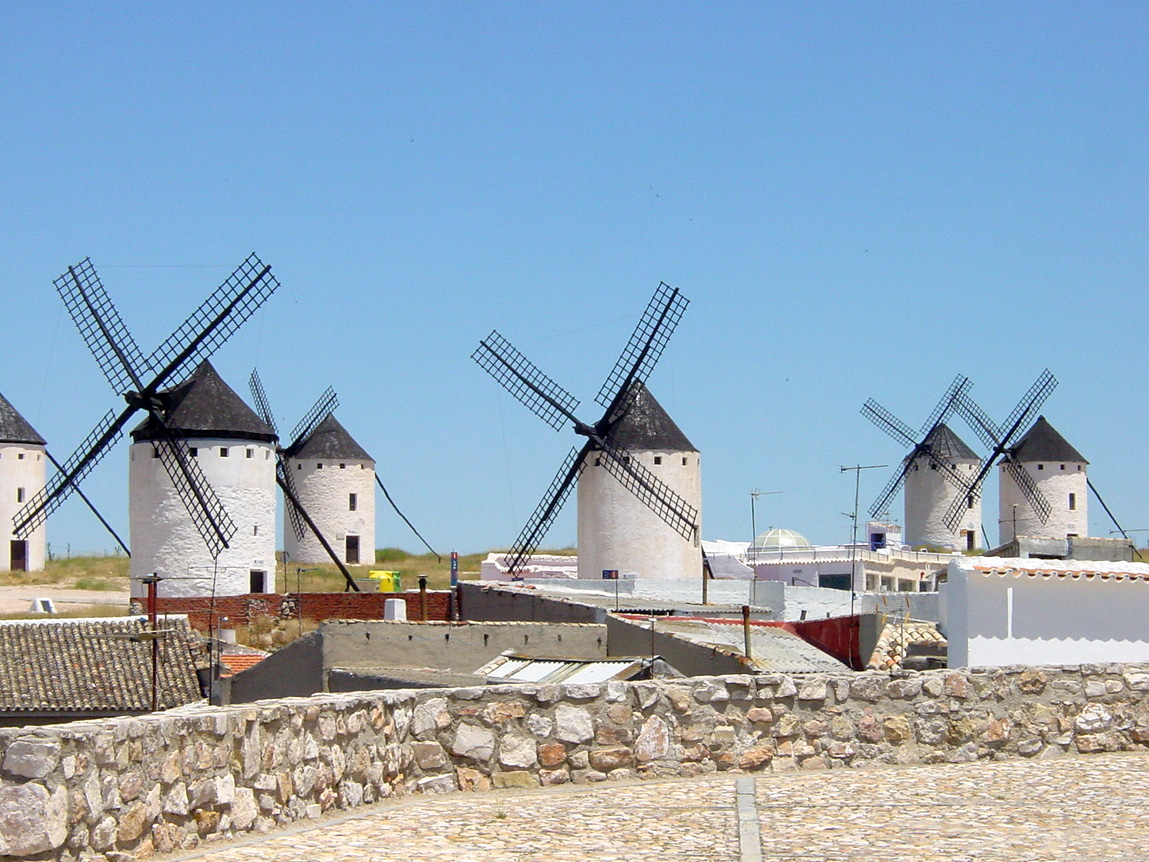
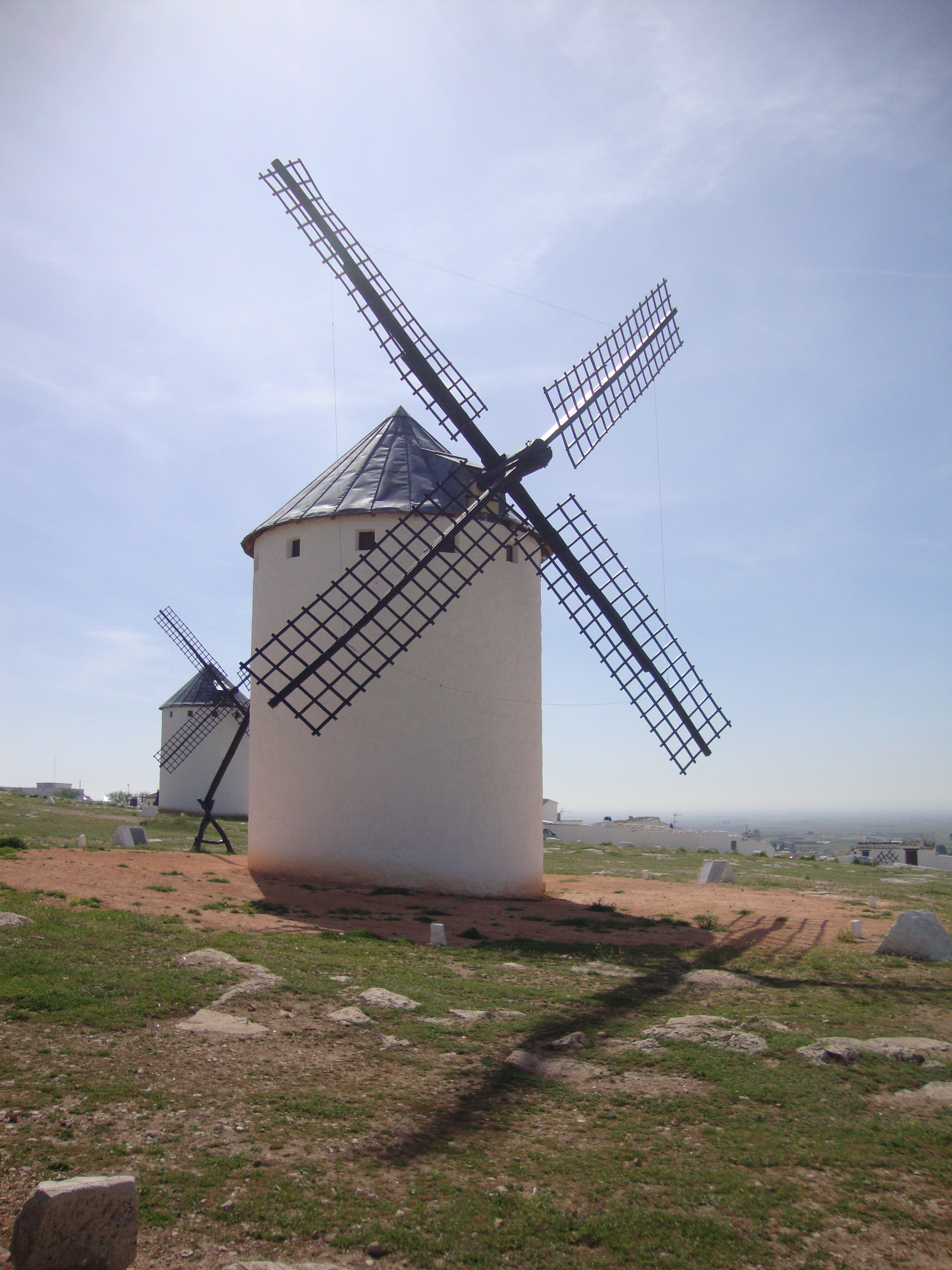
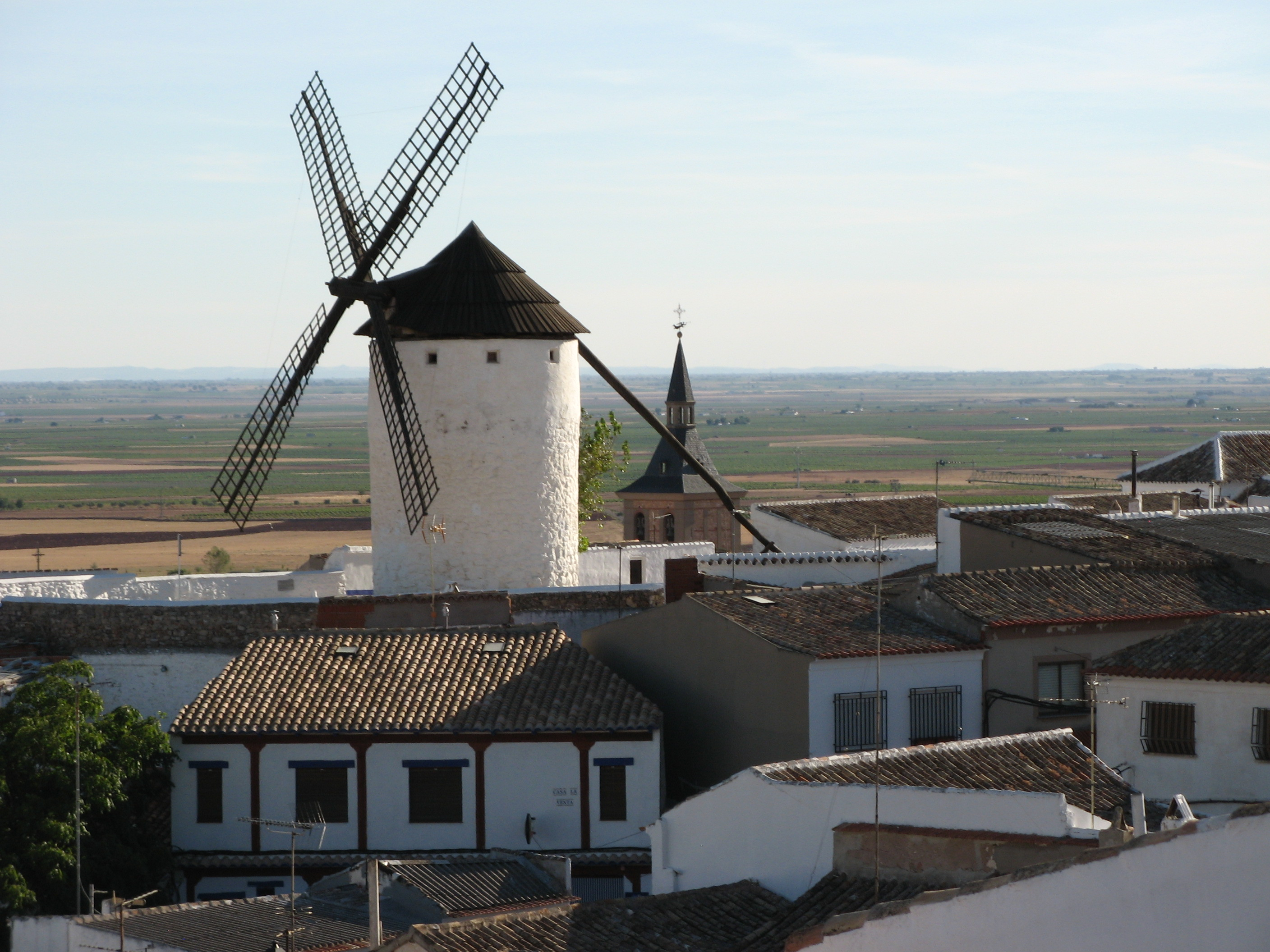

## Santa María de Getxo

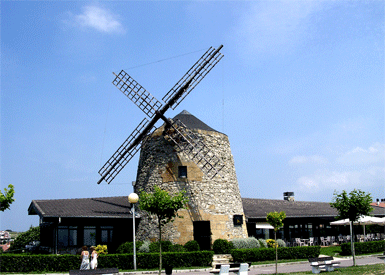
Aixerrota

In het plaatsje Santa María de Getxo, een gehucht van Getxo in de Spaanse provincie Biskaje in de regio Baskenland, bevindt zich de windmolen, Aixerrota genaamd. 
De naam betekent niets anders dan windmolen in het Baskisch: aixe (haize) betekent "wind" en errota, "molen". De molen werd gebouwd in 1727 gebouwd door de Ier Edmundo O'Shea. De streek was toen geteisterd door een droogte. Ook in deze streek werd er voorheen gebruik gemaakt van watermolens om graan te malen.  Het initiatief bleef uniek, want na de droogte werd weer gebruik gemaakt van watermolens. In tegenstelling met de meeste molens in Spanje, is de vorm van deze molen een afgeknotte kegel.

## Campo de Cartagena
De windmolens van de Campo de Cartagena zijn een groep van 300 volkse bouwwerken, die verspreid zijn over de vlakte genaamd Campo de Cartagena in Murcia. Hun belangrijkste kenmerk is het gebruik van doeken zeilen in plaats van houten bladen. Er zijn vier types:
- Meelmolens, gewijd aan het malen van meel.
- Zoutmolens, om het gewonnen zout te malen.
- Oliemolens, vooral gebruikt voor productie van olijfolie.
- Watermolens, gebruikt om water op te pompen voor de landbouw.

Zij zijn aanwezig in alle gemeentes van deze vlakte: Cartagena , El Algar, Fuente Álamo, La Unión, Los Alcázares, Mazarrón, San Javier, San Pedro del Pinatar, Torre-Pacheco en Sucina.
Uit documenten  blijkt dat de eerste windmolen gebouwd werd in de 14de eeuw. De meeste van de nog bestaande gebouwen dateren van de 18de en de 19de eeuw. Velen dreigen teloor te gaan, aangezien ze in onbruik zijn geraakt.

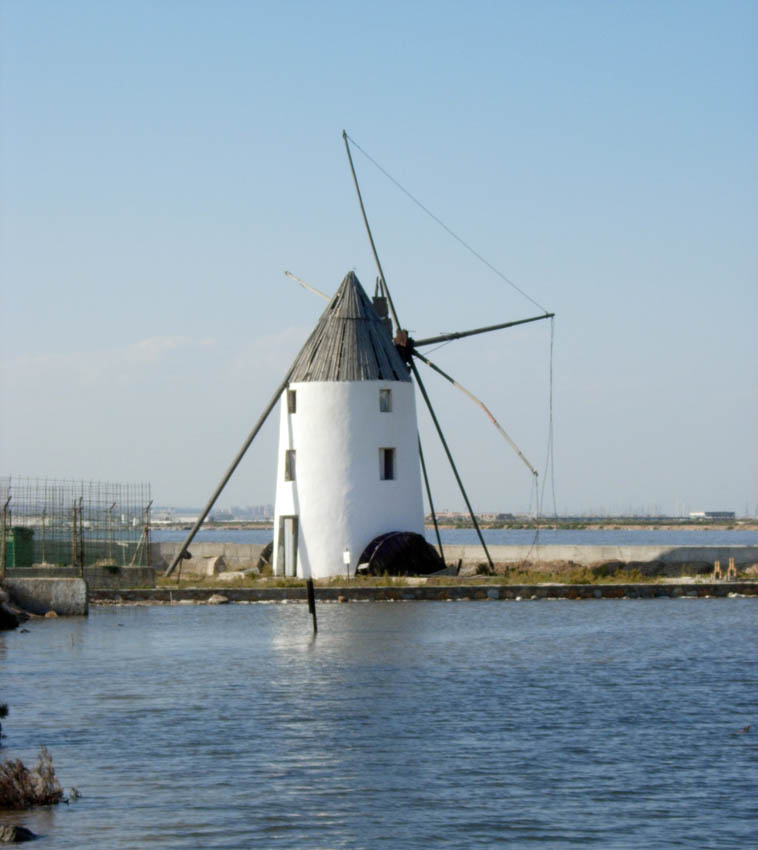
De molen Ezequiela vanSan Pedro del Pinatar.
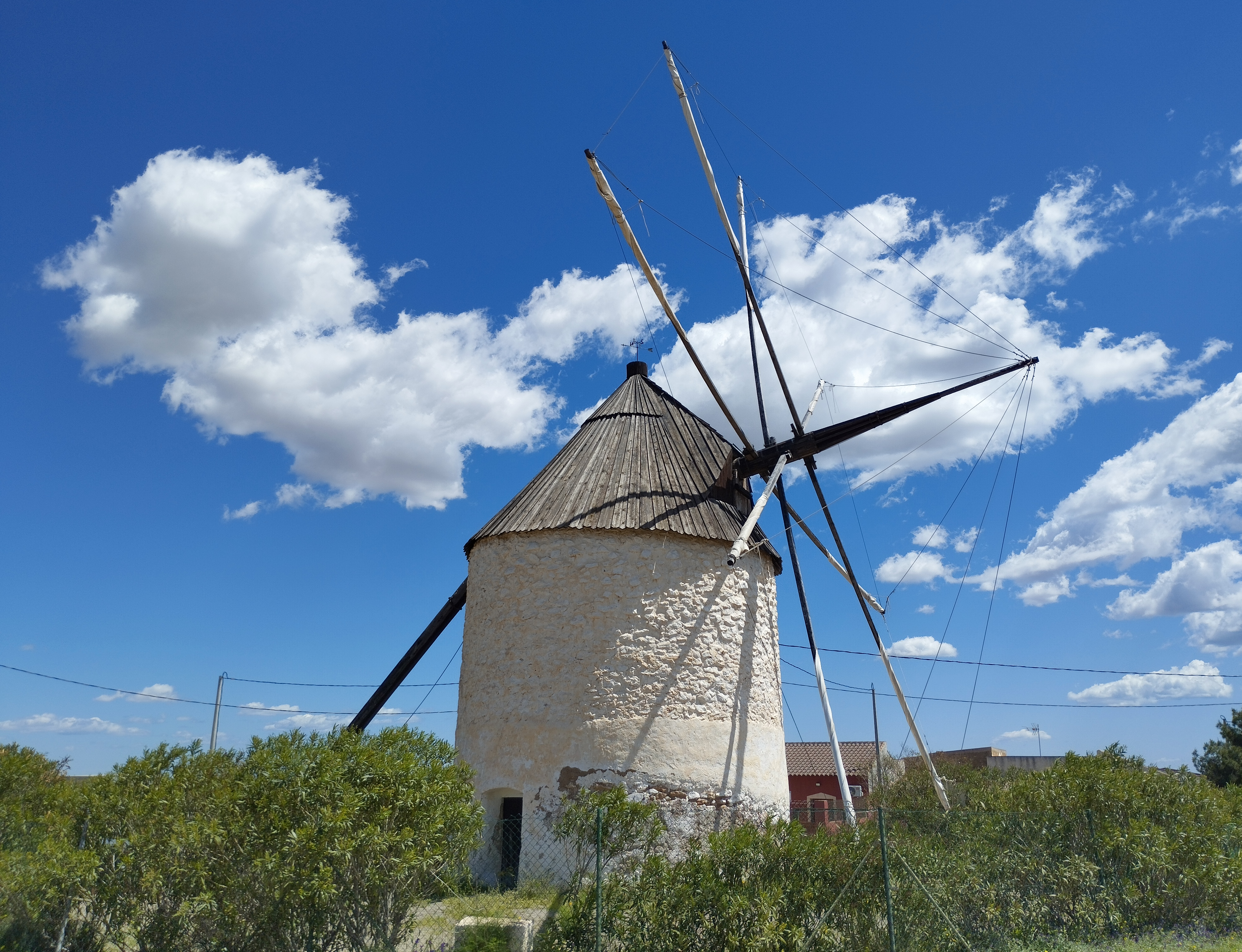
De oude molen Zabala van Perín.
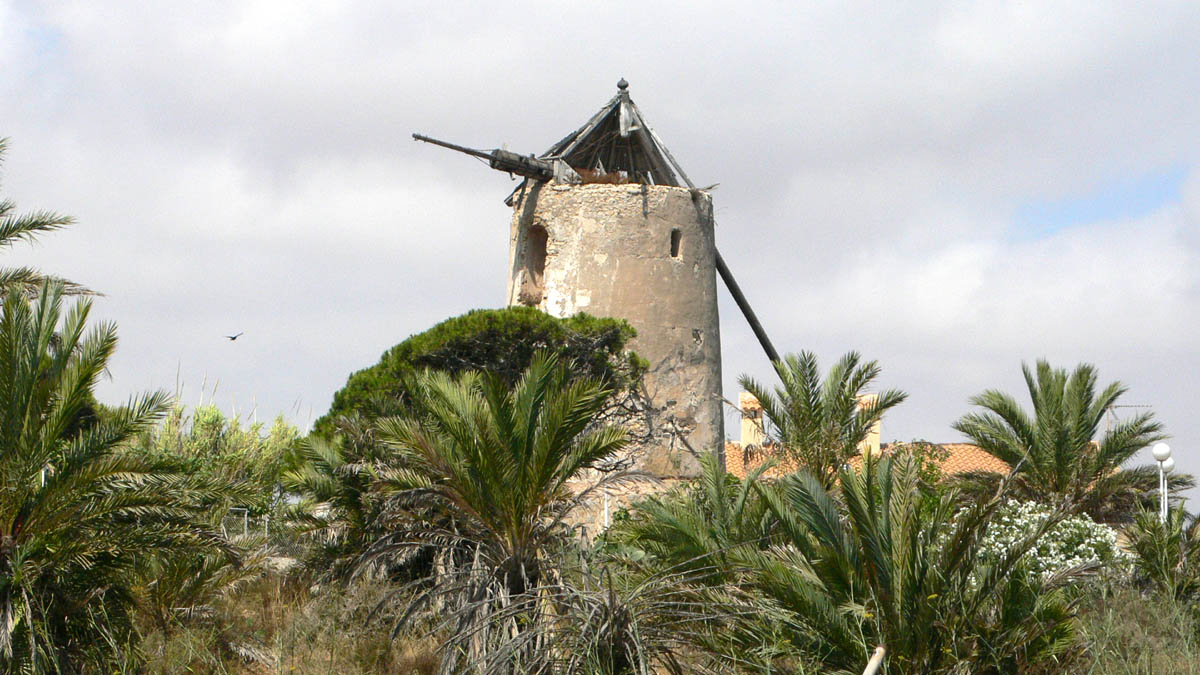
Ruïne van de molen van Cabo de Palos.
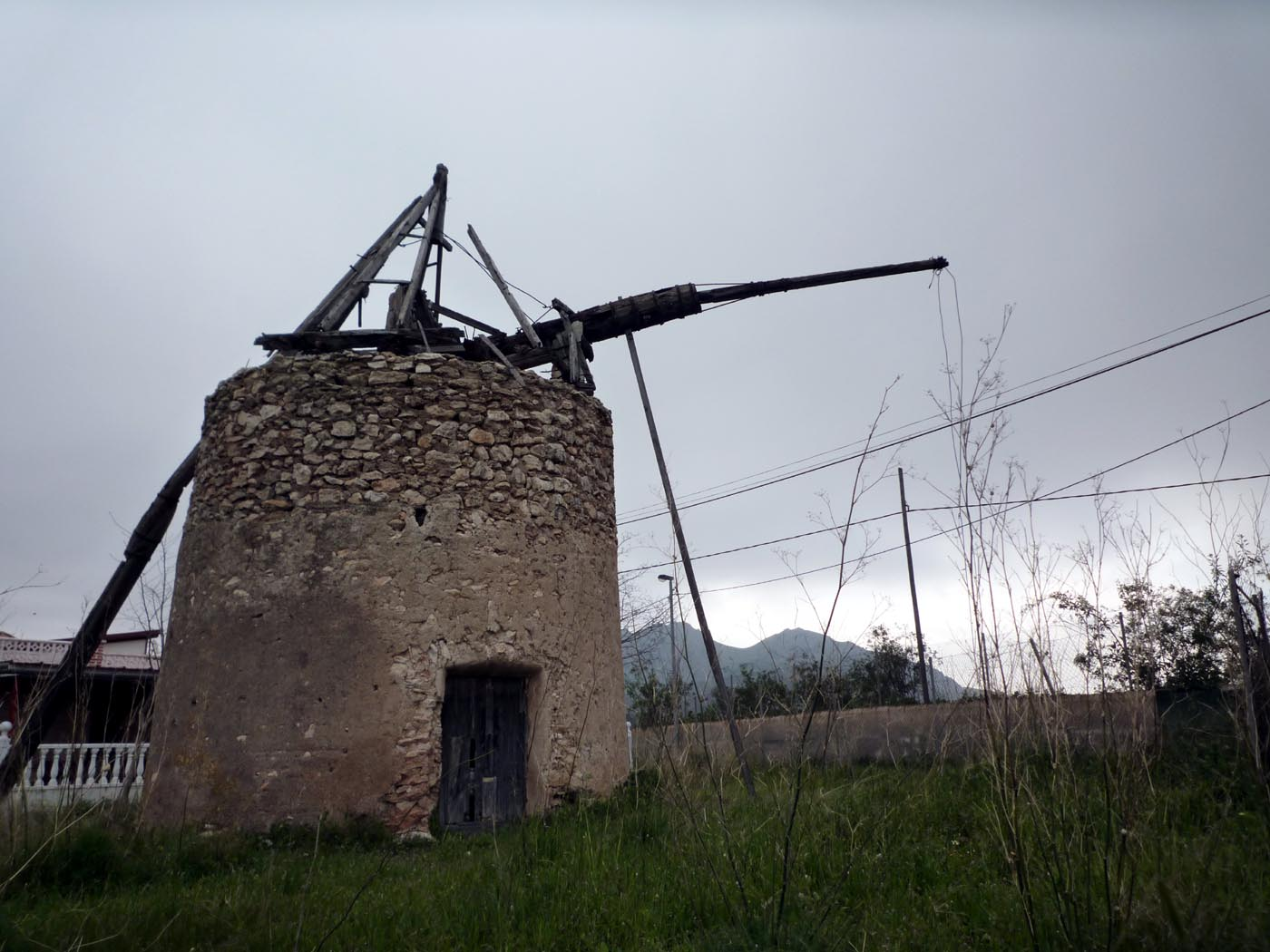
Ruïne van de molen van Galifa.
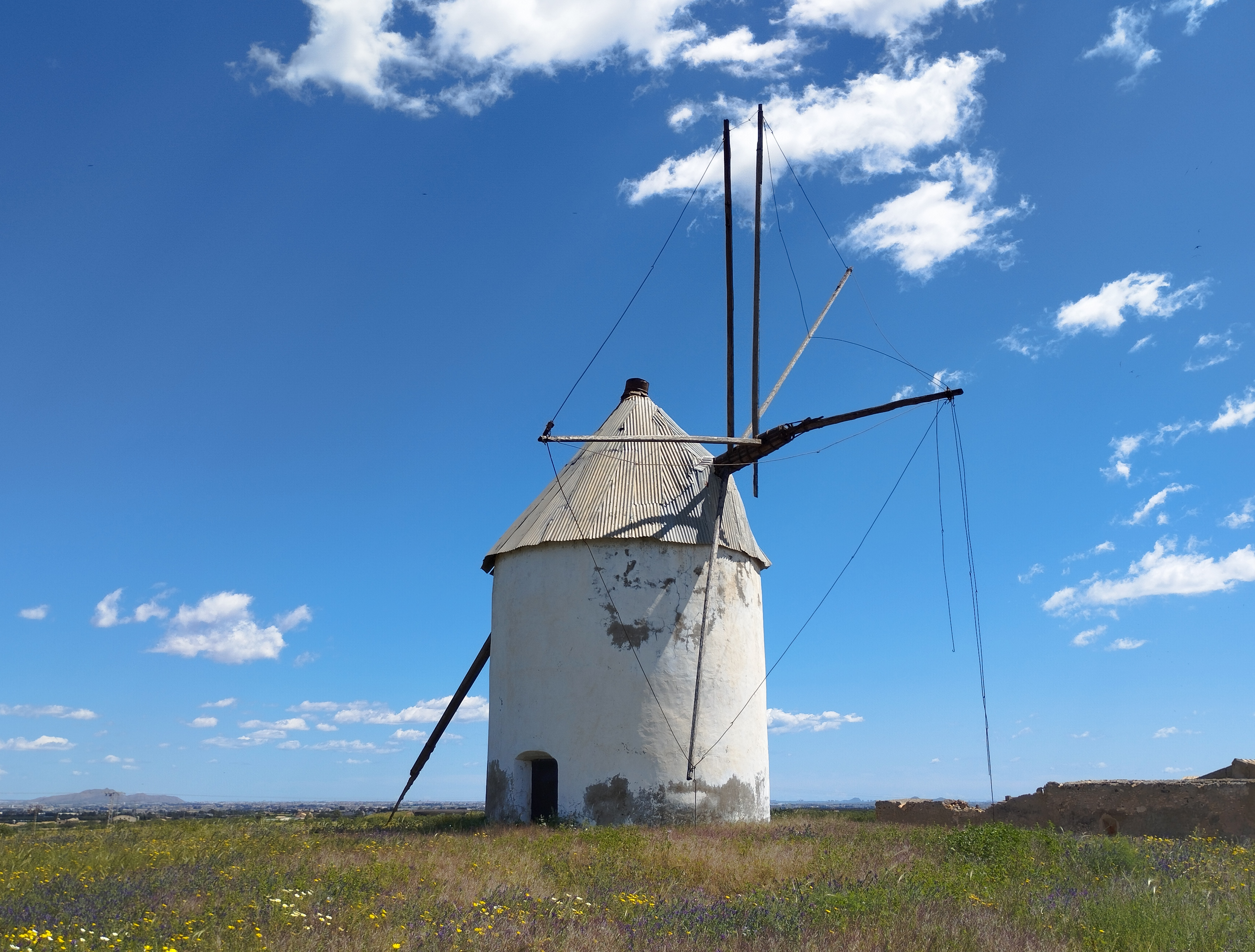
De molen van tante Jarapa in Cuesta Blanca.

## Mota del Cuervo
In 1603 is er een eerste keer in geschriften sprake van molens in Mota del Cuervo, een gemeente in de provincie Cuenca in de regio Castilië-La Mancha. De oudste overgebleven molen, El Zurdo genaamd, wordt voor de eerste maal in 1752 genoemd. Het gebouw heeft zijn naam (El Zurdo betekent letterlijk de linkshandige) te danken aan het feit dat het een molen is die, in tegenstelling tot wat gebruikelijk is, aan de linkerkant maalt. Het was de enige molen die na de stopzetting van de molenactiviteit tijdens de Spaanse Burgeroorlog bleef staan. Daarom heeft de molen model gestaan voor de wederopbouw van de zes molens die momenteel in de omgeving werden gebouwd.

## Heuvel van Calderico
De heuvel van Calderico te Consuegra bevindt zich in de Spaanse provincie Toledo in de regio Castilië-La Mancha. Net als de molens van de Campo de Criptana werden ze gebruikt om graan te malen. De bewaarde molens dateren van de eerste helft van de 19de eeuw. Door het feit dat de molens zich op een heuvel bevinden, moest er eerst een verharde cirkelvormige ondergrond gebouwd worden. De houten bladen van de molens zijn niet vol en werden daarom bedekt met een doek waardoor de windkracht toenam. Dit is verschillend met de Campo de Cartagena waar zeilen gebruikt werden. Net als de molens van Campo de Criptana zijn ze cilindrisch van vorm.

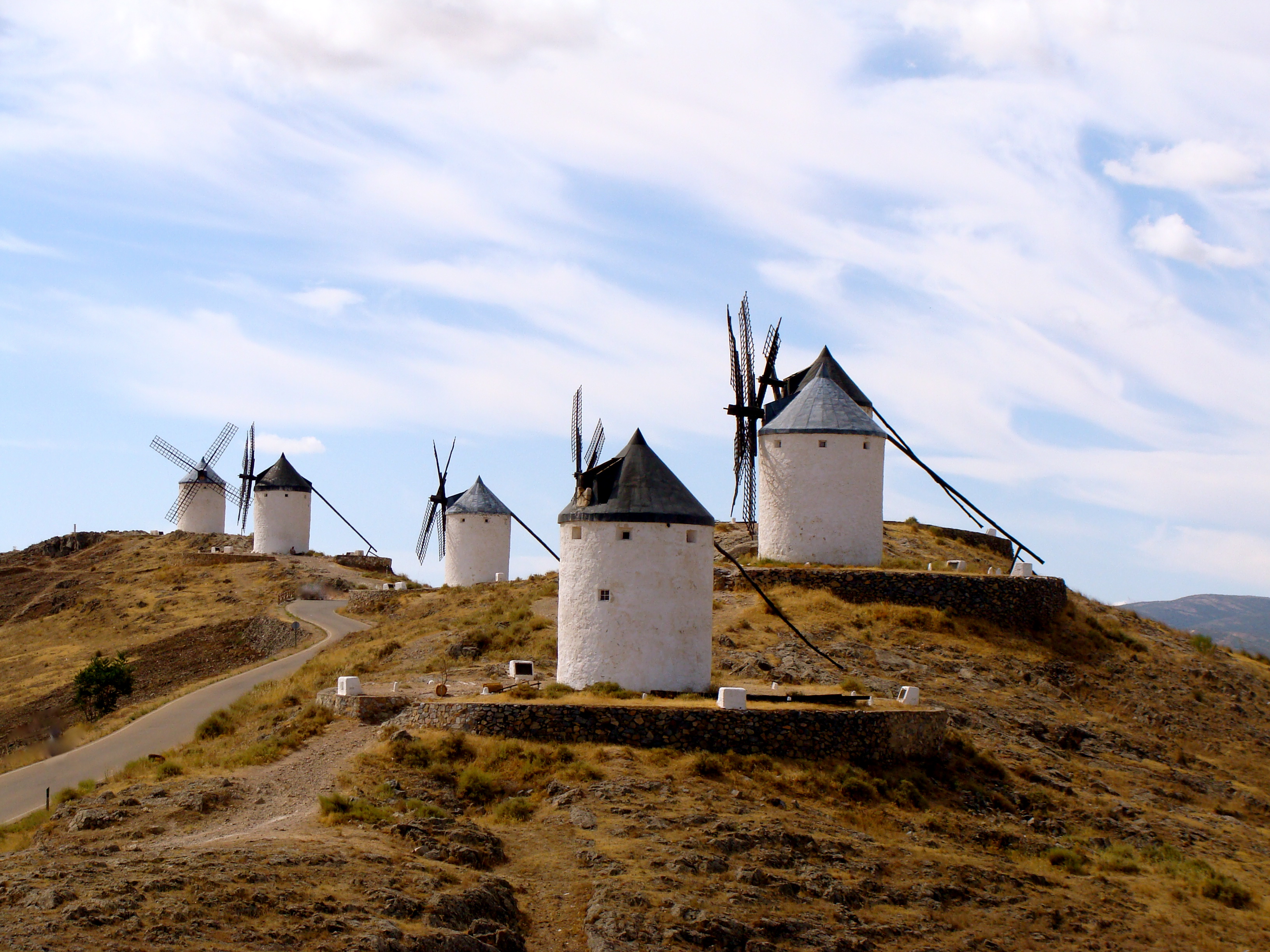
De molens op de Calderico
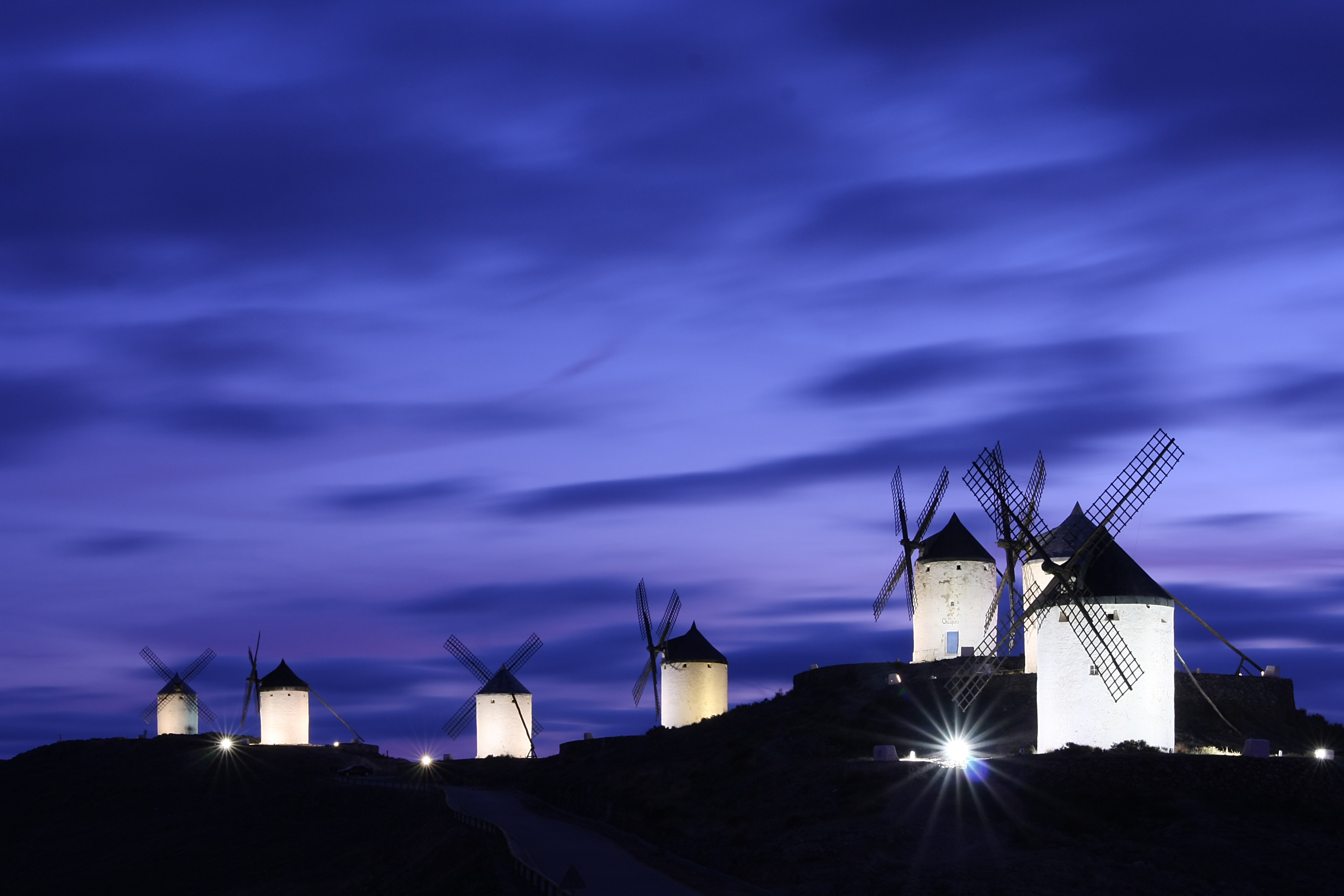
Nachtzicht.
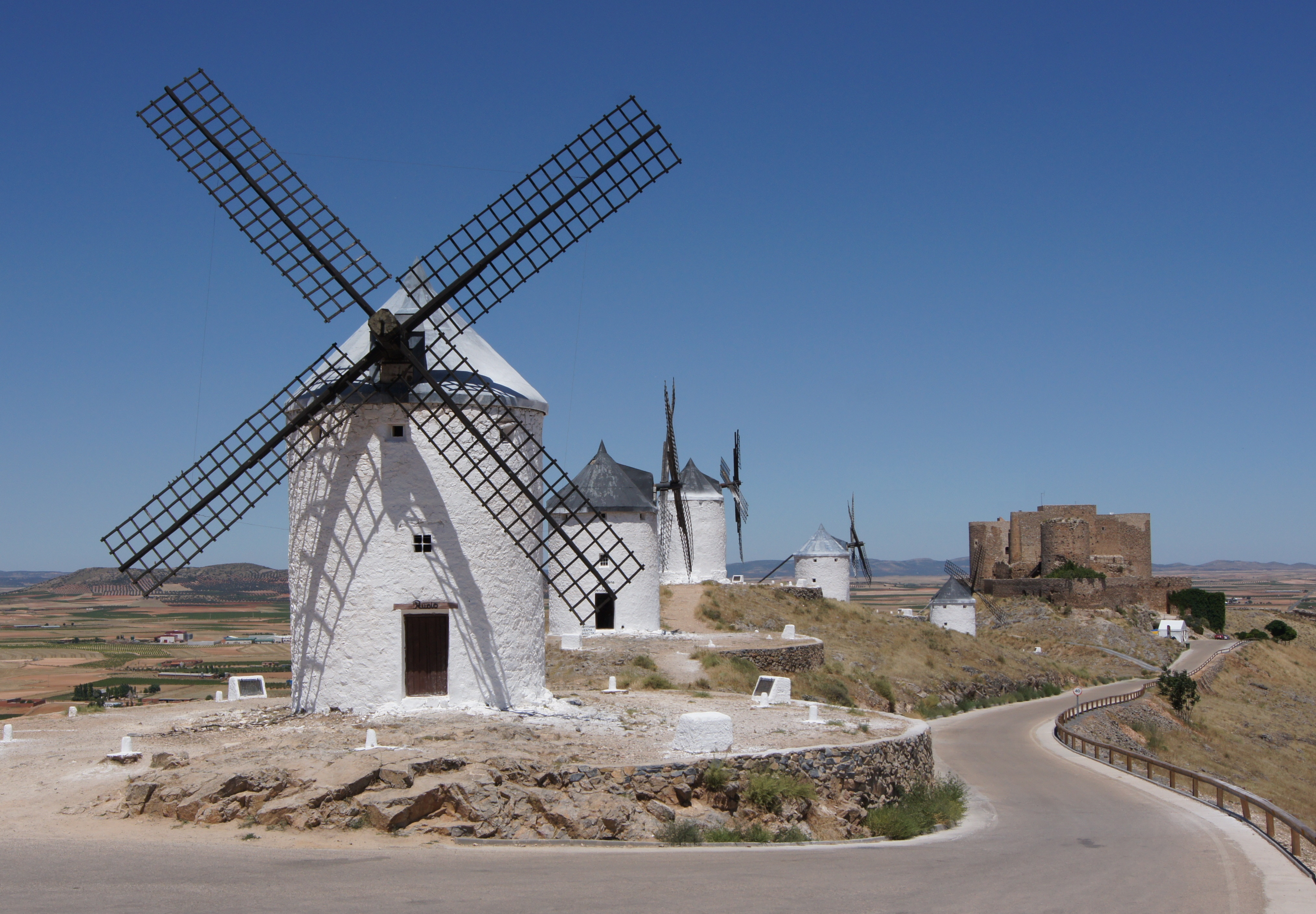
Molens met kasteel van Muela op de achtergrond;
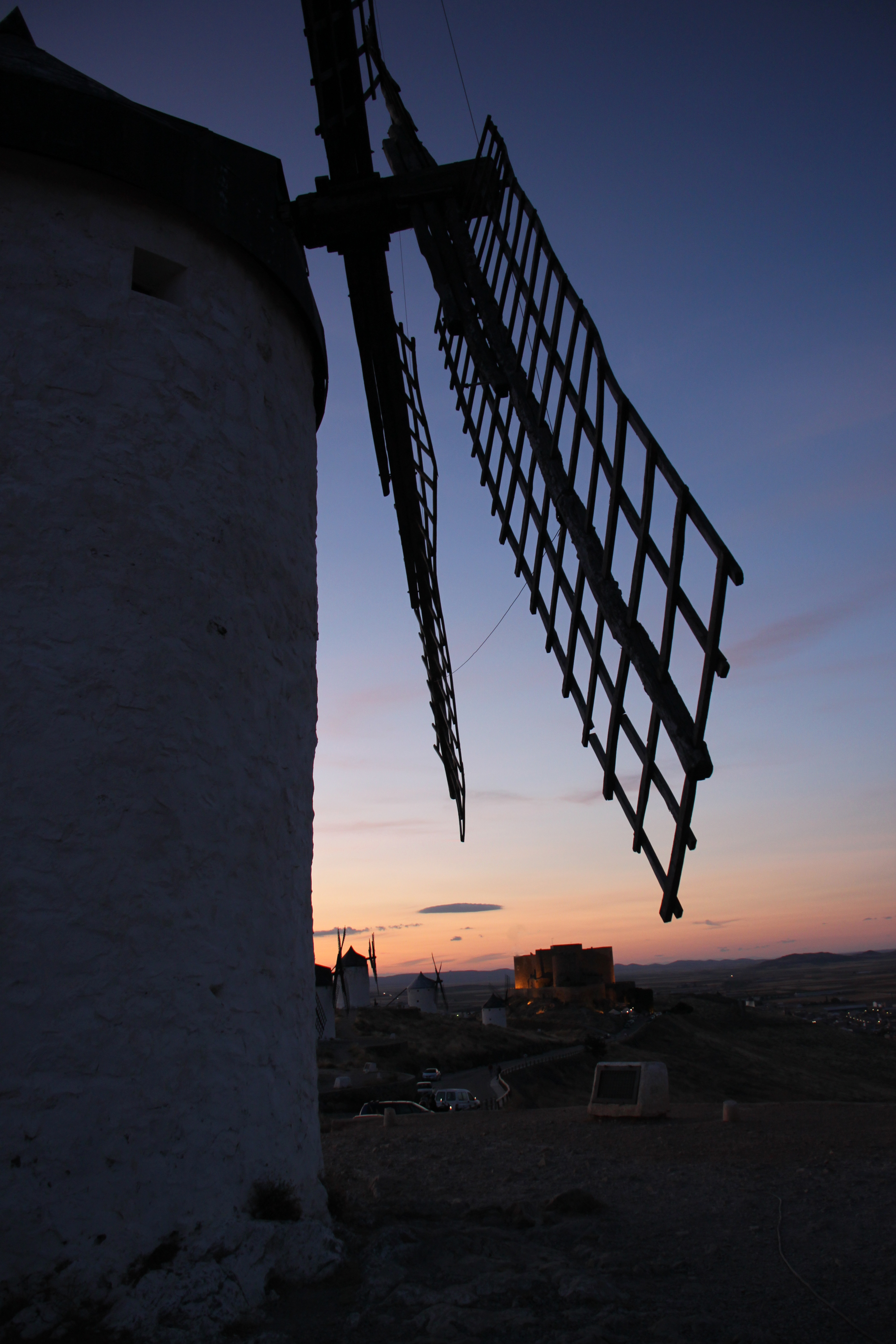
Een houten molenblad.

## Camuñas

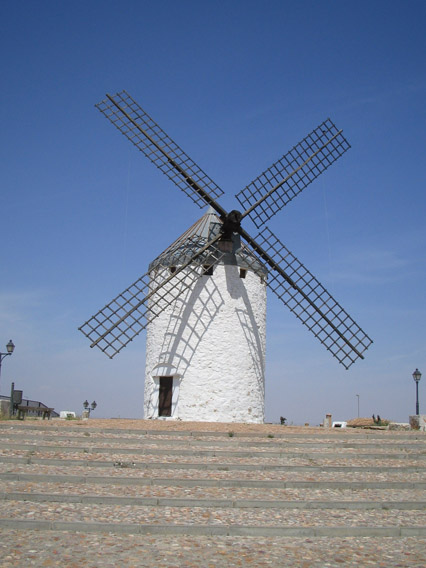
La Unión

In deze gemeente van de provincie Toledo in de regio Castilië-La Mancha bevindt zich een windmolen met de naam La Unión. Boven de ingangsdeur van het gebouw prijkt het jaartal 1866. Dat is waarschijnlijk het jaar waarin de molen, die origineel gebouwd was in 1809, heropgebouwd werd na een brand. Het gebouw heeft zijn naam te danken aan het feit dat de bevolking van Camuñas zich na die brand heeft verenigd om financieel bij te dragen aan de wederopbouw. In architectonisch opzicht volgt het de typologie van de torenmolen, die tussen de 15de en 16de eeuw in Nederland is ontstaan. Het heeft twee duidelijk onderscheiden delen, een cilindrisch lichaam of toren, gevormd door dikke muren van witgekalkt metselwerk, met kleine ramen aan de bovenkant en een conisch zink draaiend dak, dat de aandrijfset integreert en aan de buitenkant wordt gekenmerkt door de lange "stuurknuppel" en zijn vier rechthoekige bladen.

## Alcázar de San Juan
In deze gemeente van de provincie Ciudad Real in de regio Castilië-La Mancha bevinden zich vier windmolens, de Molens van de Heuvel (Cerro) de San Antón genaamd. In het jaar 1860 waren er veertien graanmolens in bedrijf, verdeeld over de heuvels van San Antón, San Isidro of La Horca, El Tinte en het stedelijke gebied. Enkel vier molens, die zich of de heuvel San Antón bevond bestaan nog steeds in een gerestaureerde vorm. Ze kregen de namen Rocinante, Fierabrás, Dulcinea en Barcelona. Rondom de molens is een cirkelvormig trottoir nagebouwd als een spoelbak. Deze pleinen zijn met elkaar verbonden door een loopbrug, die ook geplaveid is.

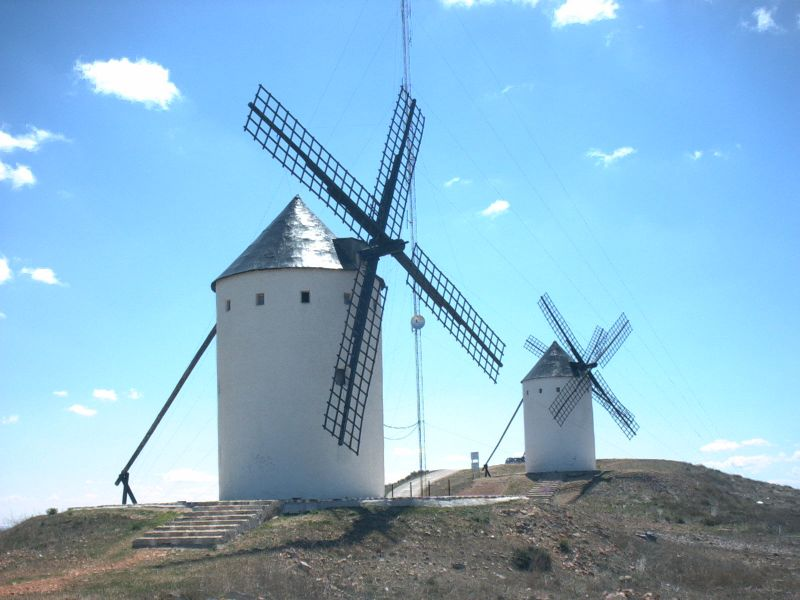
De molens op de heuvel San Antón.
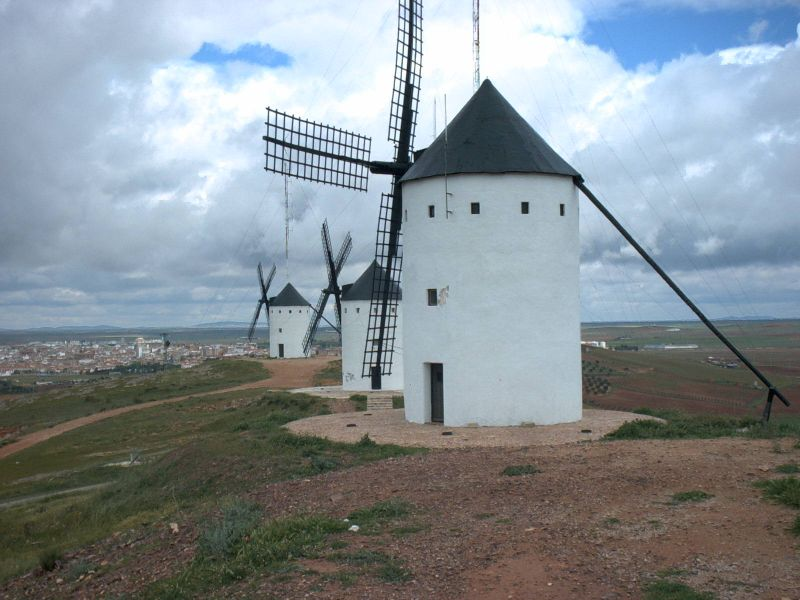
Zicht op heuvel San Antón.

## Windmolen in de literatuur
Een Spaanse windmolen figureert in de 17e-eeuwse roman van Cervantes over Don Quichot die een windmolen aanziet voor een reus en die  vervolgens aanvalt.